# ケイト・ウォルシュ (女優)
ケイト・ウォルシュ（Kate Walsh, 本名: Kathleen Erin Walsh, 1967年10月13日 - ）は、アメリカ合衆国の女優である。

## 来歴
カリフォルニア州サンノゼにてアイルランド人の父とイタリア系アメリカ人の母との間に生まれ.、アリゾナ州ツーソンで育つ。
アリゾナ大学卒業後、日本でモデルとして活動するかたわら英語講師をしていた。その後シカゴに移りジェレミー・ピヴェンの両親が経営するPiven Theatre Workshopにて演劇を学ぶ。1997年以降数々のテレビドラマに出演するようになる。
2005年にテレビドラマ『グレイズ・アナトミー 恋の解剖学』にデレク・シェパードの妻アディソン役で出演。当初は5話程度のゲスト出演の予定だったが、視聴者からの反響が大きくレギュラーキャストに昇格となった。
ウォルシュ演じるアディソンの人気の高さから2007年よりスピンオフとなるドラマ『プライベート・プラクティス 迷えるオトナたち』で主演を務めている。

## 私生活
2007年9月1日に20世紀フォックスの重役アレックス・ヤングと結婚した。2008年11月22日から別居し、2010年に離婚が成立した。
ウミガメ保護活動 やバラク・オバマ大統領候補の応援演説など、社会的・政治的活動を盛んに行なっていることでも知られる。

## フィルモグラフィ

### 映画
| 年   | 題名                                                                              | 役名                   |
| ---- | --------------------------------------------------------------------------------- | ---------------------- |
| 1996 | ボディ・リップス Normal Life                                                      | シンディ・アンダーソン |
| 1996 | ［ヘンリー］もう一つの連続殺人鬼の記録 Henry: Portrait of a Serial Killer, Part 2 | クリケット             |
| 2000 | 天使のくれた時間 The Family Man                                                   | ジャニーン             |
| 2003 | トスカーナの休日 Under The Tuscan Sun                                             | グレイス               |
| 2004 | ダイヤモンド・イン・パラダイス After the Sunset                                   | シェイラ               |
| 2005 | ペナルティ・パパ Kicking & Screaming                                              | バーバラ・ウェストン   |
| 2005 | 覗かれた隣人 Inside Out                                                           | タイン                 |
| 2010 | レギオン Legion                                                                   | サンドラ・アンダーソン |
| 2012 | ウォールフラワー The Perks of Being a Wallflower                                  | チャーリーの母親       |
| 2013 | 最終絶叫計画5 Scary Movie 5                                                       | Mal Colb               |
| 2017 | ザ・シークレットマン Mark Felt: The Man Who Brought Down the White House          | パット・ミラー         |
| 2020 | ファイナル・プラン Honest Thief                                                   | アニー・ウィルキンス   |

### テレビシリーズ
| 年        | 題名                                                         | 役名                                 | 備考                         |
| --------- | ------------------------------------------------------------ | ------------------------------------ | ---------------------------- |
| 1996      | ホミサイド/殺人捜査課 Homicide: Life on the Street           | キャシー・バクストン                 | 1エピソード                  |
| 1997      | ロー&オーダー Law & Order                                    | クリスティン・ブレア                 | 1エピソード                  |
| 1997-2002 | The Drew Carey Show                                          | ニッキー                             | 21エピソード                 |
| 2004      | CSI:科学捜査班 CSI: Crime Scene Investigation                | ミモザ                               | 1エピソード                  |
| 2005-2012 | グレイズ・アナトミー 恋の解剖学 Grey's Anatomy               | アディソン・モンゴメリー・シェパード | 59エピソード                 |
| 2007-2013 | プライベート・プラクティス 迷えるオトナたち Private Practice | アディソン・フォーブス・モンゴメリー | 111エピソード                |
| 2014      | FARGO/ファーゴ Fargo                                         | ジーナ・ヘス                         |                              |
| 2017      | 13の理由 13 Reasons Why                                      | オリビア・ベイカー                   | メインキャスト、13エピソード |
| 2019-2022 | アンブレラ・アカデミー The Umbrella Academy                  | ハンドラー                           | Netflixオリジナルドラマ      |
| 2020-     | エミリー、パリへ行く Emily in Paris                          | マデリン・ウィーラー                 |                              |

## 参照
1. ↑  “Kate Walsh: Interview with the Private...”.   Chatelaine.com (2011年9月21日). 2012年9月25日閲覧。
2. ↑  Melby, Leah. “Kate Walsh Hair and Makeup Interview - Kate Walsh Spring Summer Beauty 2012”.   Real Beauty. 2012年9月25日閲覧。
3. ↑  “「プライベート・プラクティス」のケイト・ウォルシュ、離婚成立”. シネマトゥデイ. (2010年4月14日) 2013年2月6日閲覧。
4. ↑  “Oceana Newsletter Fall 2009: Kate Walsh Wants to Get Sea Turtles Off The Hook”.   Na.oceana.org. 2012年9月25日閲覧。
5. ↑  “will.i.am's "Yes We Can Song" Video Awarded Emmy for New Approaches in Daytime Entertainment”. reuters.com. (2008年6月16日) 2008年12月12日閲覧。
6. ↑  Walsh discussed this in an appearance on the Late Show with David Letterman (February 11, 2008)